# 电热毯

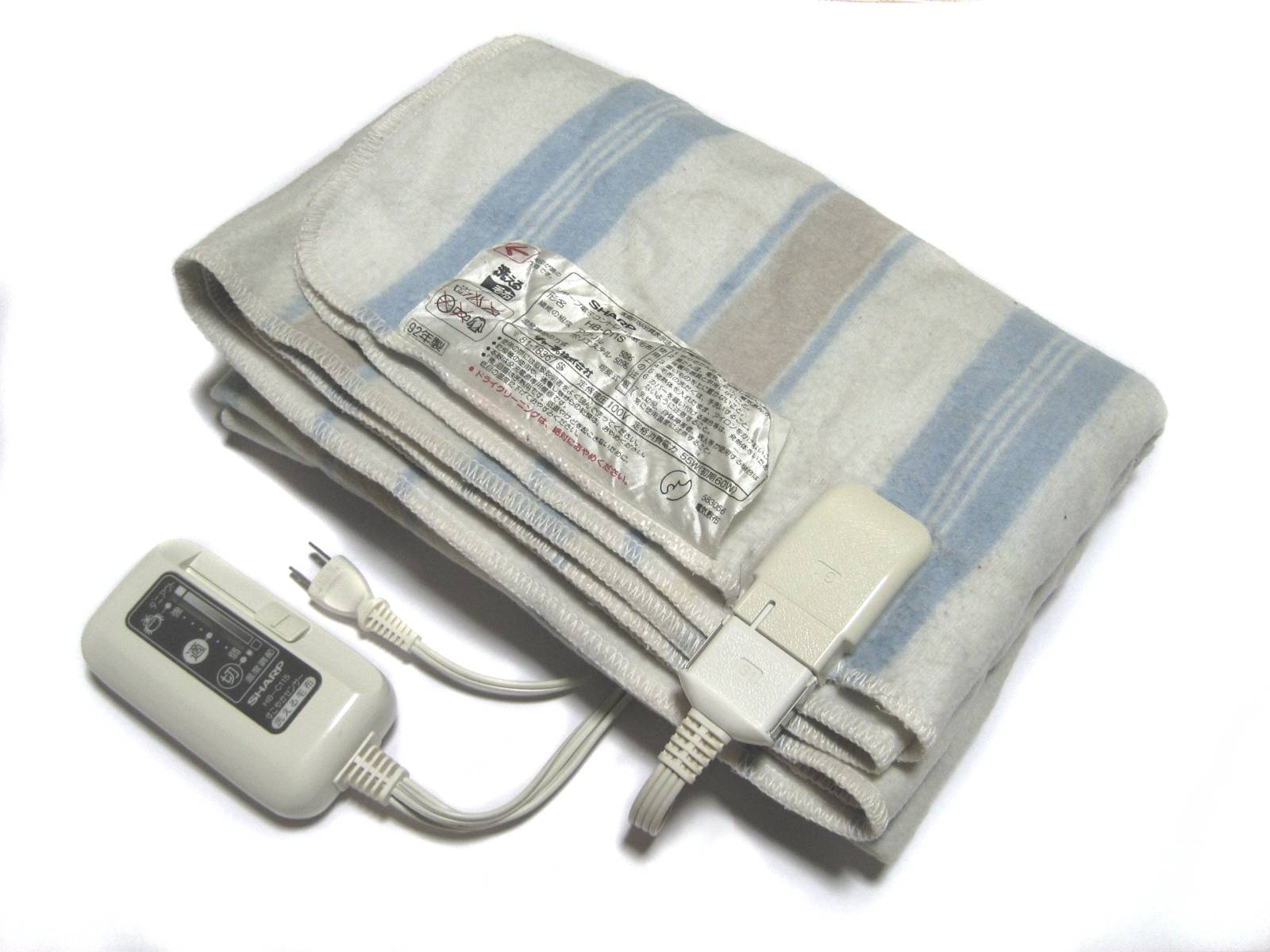
电热毯

电热毯又稱电热垫、電氈，是使用电加热取暖的一种垫毯，铺在床上，可以在冬天温暖被褥，提供舒适的睡眠条件。由于简单、省电，没有噪音和价廉，適合在冬季没有暖氣的家庭使用。